# (6821) Ranevskaya
(6821) Ranevskaya est un astéroïde de la ceinture principale.

## Description
(6821) Ranevskaya est un astéroïde de la ceinture principale. Il fut découvert le 29 septembre 1986 à Naoutchnyï par Lioudmila Karatchkina. Il présente une orbite caractérisée par un demi-grand axe de 2,58 UA, une excentricité de 0,15 et une inclinaison de 12,6° par rapport à l'écliptique.

## Compléments